# Uroptychus brucei
Uroptychus brucei is een tienpotigensoort uit de familie van de Chirostylidae. De wetenschappelijke naam van de soort is voor het eerst geldig gepubliceerd in 1986 door Baba.